# Coors Classic (mannen)
De Coors International Bicycle Classic, is een voormalige meerdaagse wielerwedstrijd voor mannen in en rondom de staat Colorado, in het westen van de Verenigde Staten. De wedstrijd werd georganiseerd van 1975 tot 1988 en kende ook een vrouwenkoers. De finish van de ronde lag doorgaans in de stad Boulder. Het aantal etappes die de wedstrijd kende verschilde per jaargang. Van 1975 tot en met 1979 werd de wedstrijd Red Zinger Bicycle Classic genoemd.

## Naam
De Red Zinger Bicycle Classic werd in 1975 voor het eerst georganiseerd en werd genoemd naar een populaire theesoort van sponsor Celestial Seasonings. Na vijf jaar werd de sponsoring overgenomen door de Coors Brewing Company en de koers hernoemd tot Coors International Bicycle Classic. De wedstrijd werd niet alleen in Colorado gereden, maar ook in de nabijgelegen staten Californië, Nevada, Wyoming en op Hawaï. Mede hierdoor werd de wedstrijd in Nederland ook wel de Ronde van Colorado en later de Ronde van Colorado en omstreken genoemd..

## Status
De Coors Classic was tot 1985 officieel een amateurwedstrijd. In dat jaar werd de wedstrijd ook opengesteld voor profwielrenners. In 1986 en 1987 maakte de wedstrijd onderdeel uit van het toonaangevende regelmatigheidsklassement Super Prestige Pernod. Ook in 1988 stond de wedstrijd op de profkalender. De wedstrijd hield op te bestaan nadat brouwerij Coors de sponsoring stopzette. Na het einde van de Coors Classic werd de status van belangrijkste wielerwedstrijd in de Verenigde Staten overgenomen door de Tour de Trump.

## Meervoudige winnaars
| Overwinningen | Renner       | Land             | Jaren      |
| ------------- | ------------ | ---------------- | ---------- |
| 2             | John Howard  | Verenigde Staten | 1975, 1976 |
| 2             | Dale Stetina | Verenigde Staten | 1979, 1983 |
| 2             | Greg LeMond  | Verenigde Staten | 1981, 1985 |

## Overwinningen per land
| Overwinningen | Land                        |
| ------------- | --------------------------- |
| 11            | Verenigde Staten            |
| 1             | Colombia, Frankrijk, Mexico |